# Plocosperma buxifolium
Plocosperma buxifolium Benth., 1876 è una specie di piante spermatofite dicotiledoni endemica dell'America centrale.  È anche l'unica specie del genere Plocosperma Benth., 1876 che a sua volta è l'unico genere della famiglia Plocospermataceae Hutc., 1973 dell'ordine delle Lamiales.

## Etimologia
Il nome del genere deriva presumibilmente dalla parola greca "plokos" (= ciuffo di capelli, riccioli) insieme alla parola "sperma" (= seme). L'epiteto specifico "buxifolium" significa "con foglie come quelle del bosco".
Il nome scientifico della specie (come quello del genere) è stato definito dal botanico inglese George Bentham (22 settembre 1800 – 10 settembre 1884) nella pubblicazione "Hooker's Icones Plantarum; or Figures, with brief Descriptive Characters and Remarks of New or Rare Plants - 12: t. 1195" del 1876. Il nome della famiglia è stato definito dal botanico e tassonomista inglese John Hutchinson (1884 - 1972) nella pubblicazione "Families of Flowering Plants - ed. 3 469" del 1973.

## Descrizione

### Portamento
Il portamento delle piante di questa specie è composto da arbusti dioici o piccoli alberi, molto ramosi e dalla superficie pubescente.

### Foglie
Le foglie lungo il fusto sono disposte in modo (sub)opposto; sono brevemente picciolate e prive di stipole. La lamina è semplice con forme ovato-oblunghe e apici ottusi. Le foglie sono del tipo sempreverde.

### Infiorescxenza
Le infiorescenze di tipo racemoso-dicasiale sono sottese da due foglie ascellari e sono composte da 1 a 7 fiori (spesso ridotti a 2).

### Fiori
I fiori sono ermafroditi ma funzionalmente unisessuali; sono più o meno actinomorfi e tetraciclici (ossia formati da 4 verticilli: calice– corolla – androceo – gineceo) e più o meno pentameri (ogni verticillo ha 5 elementi - raramente 6). I fiori sono inoltre ipogini.
- Formula fiorale: per queste piante la formula fiorale è la seguente:

* K (5), [C (5), A (5)], G (2), capsula
- Il calice, gamosepalo, è formato da 5 sepali connati in una forma campanulata. La pubescenza è formata da peli semplici e i lobi sono cigliati.
- La corolla è formata da 5 petali embricati (corolla simpetala lievemente zigomorfa). Il tubo ha una forma da campanulata ad un ampio imbuto. I lobi sono ottusi e più corti del tubo. Il colore varia da blu a violetto.

*L'androceo è formato da 5 (6) stami adnati in mezzo al tubo della corolla e disposti in modo alterno ai petali. I filamenti sono liberi, così pure le antere che sono basifisse a deiscenza longitudinale e orientamento da introrso a estrorso. Le teche sono 2 o 4. I fiori funzionalmente femminili sono provvisti degli stami ma il polline non è efficace. Il polline è colporato a 3 aperture.
- Il gineceo ha un ovario formato da due carpelli, con un loculi stipitati. Le placente sono due di tipo parietale (o basale). Gli ovuli sono da 2 a 4. Lo stilo è allungato, deciduo e diviso in 4 snelli rami; lo stigma è apicale. Nei fiori femminili attorno alla base dell'ovulo è presente un disco nettarifero, mentre nei fiori maschili l'ovario è minuto e privo del disco del nettare, dello stilo e dello stigma.

### Frutti
I frutti sono della capsule bivalve con 1 - 4 semi. I semi sono provvisti di un ciuffo di peli.

## Biologia
- Impollinazione: l'impollinazione avviene tramite insetti (impollinazione entomogama).[8]
- Riproduzione: la fecondazione avviene fondamentalmente tramite l'impollinazione dei fiori (vedi sopra).
- Dispersione: i semi cadendo a terra (dopo essere stati trasportati per alcuni metri dal vento – disseminazione anemocora) sono successivamente dispersi soprattutto da insetti tipo formiche (disseminazione mirmecoria).

## Distribuzione e habitat
La distribuzione della specie è Centro-Americana (Costa Rica, Guatemala e Messico); abitano le foreste non troppo umide.

## Tassonomia
Il genere monotipo di questa specie è descritto all'interno dell'ordine delle Lamiales e appartiene alla famiglia Plocospermataceae (di cui è l'unico genere).

### Filogenesi
La posizione tassonomica di questa specie è sempre stata critica fin dalla sua scoperta. Inizialmente è stata descritta dal botanico George Bentham all'interno della tribù Gelsemieae (famiglia Loganiaceae) in base alla corolla embricata e alla doppia dicotomia della divisione dello stigma. Successivamente in base al ciuffo di peli dei semi è stata inserita nella famiglia delle Apocynaceae (nonostante la mancanza di iridoidi). Da alti Autori sono state anche inserite nell'ordine delle Gentianales. Recenti studi di tipo filogenetico sulle sequenze molecolari del gene del cloroplasto e dei ribosomi hanno dimostrato delle affinità con le famiglie del clade Euasteridi I e in particolare con le famiglia Carlemanniaceae e Oleaceae (formano probabilmente un "gruppo fratello") dell'ordine Lamiales nel quale occupa una posizione basale.
L'età di formazione di questa specie in base alle varie ricerche oscilla attorno a 100 milioni di anni (altri Autori propongono date più recenti).

### Sinonimi
Questa entità ha avuto nel tempo diverse nomenclature. L'elenco seguente indica alcuni tra i sinonimi più frequenti:
- Lithophytum violaceum Brandegee
- Plocosperma anomalum  S.F.Blake
- Plocosperma microphyllum  Baill.
- Plocosperma microphyllum  Baill. ex Soler.